# Piobbico
Piobbico là một đô thị ở tỉnh Pesaro và Urbino trong vùng Marche, nằm cách 80 km về phía tây của Ancona và khoảng 50 km về phía tây nam của Pesaro. Tại thời điểm ngày 31 tháng 12 năm 2004, đô thị này có dân số 2.082 và diện tích là 48.1 km².
Piobbico giáp các đô thị sau: Apecchio, Cagli, Urbania.
Thị xã là nơi tổ chức Festival của những những người xấu xí hàng năm của Hiệp hội những người xấu xí vào ngày Chủ nhật đầu tiên của tháng 9.